# Norbi
Norbi, właśc. Norbert Dudziuk (ur. 2 maja 1972 w Ostródzie) – polski piosenkarz oraz prezenter telewizyjny i radiowy.

## Życiorys
Jest absolwentem Państwowej Szkoły Muzycznej I i II stopnia w Olsztynie w klasie skrzypiec. Studiował wiolinistykę w Akademii Muzycznej w Gdańsku oraz na wydziale wychowania muzycznego i pedagogiki wychowawczo-opiekuńczej w Wyższej Szkole Pedagogicznej w Olsztynie.

## Kariera muzyczna
Na rynku fonograficznym debiutował w 1997 albumem studyjnym, zatytułowanym Samertajm. Wydawnictwo promował m.in. singlem „Kobiety są gorące”, który stał się ogólnopolskim przebojem. W kwietniu 1998 zdobył za nią muzyczną nagrodę Fryderyka w kategorii Album roku – dance & techno, był również nominowany do tytułu fonograficznego debiutu roku.

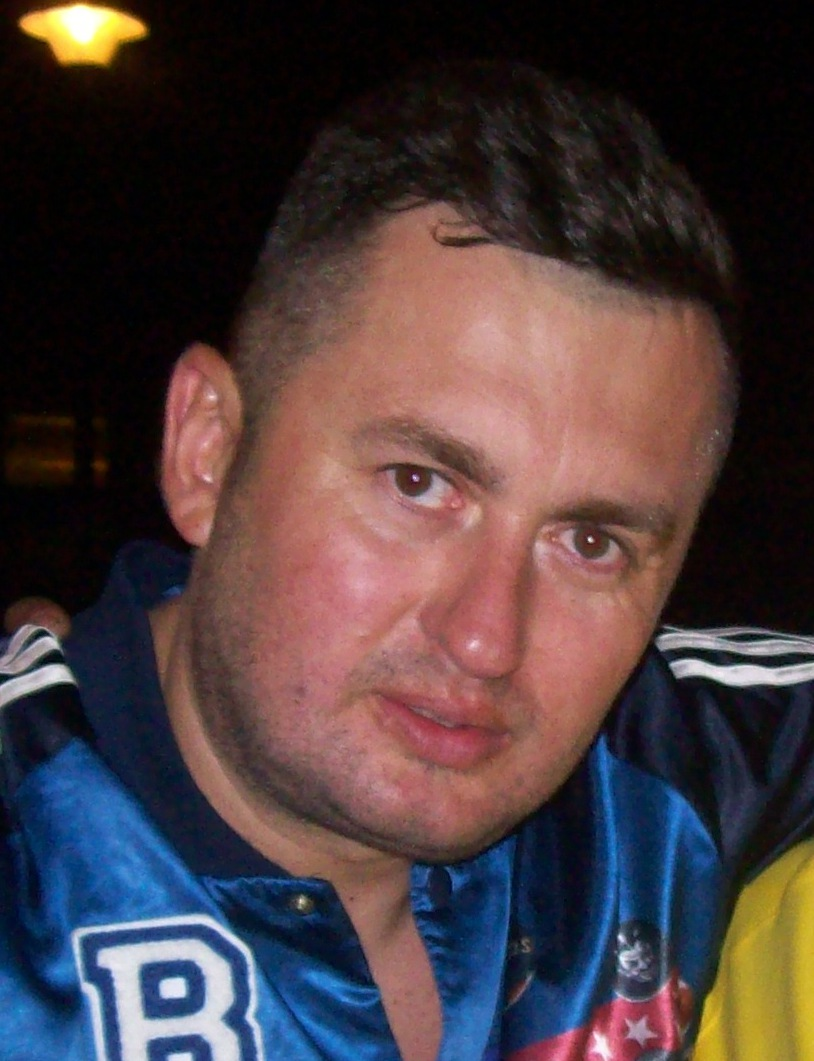
Norbi (2012)

W 2007 zespół Wet Fingers wykonał remiks przeboju „Kobiety są gorące”, do którego nakręcono teledysk.
W lipcu 2011 wziął udział w nagraniu utworu „Mazurski cud”, który powstał w ramach akcji „Mazury Cud Natury” promującej region Mazur. W styczniu 2013 wystąpił gościnnie w utworze „Wiem, że ciebie chcę” grupy Coolers. W maju 2020 włączył się do akcji #Hot16Challenge

## Działalność pozamuzyczna
Pracował w olsztyńskim oddziale Telewizji Polskiej i w radiu Wa-Ma. Prowadził teleturnieje emitowane w TVN i TVN Gra: Fabryka gry, No to gramy! i Salon gier. W latach 2018–2024 współpracował z TVP jako prowadzący teleturnieje: Jaka to melodia? (2018) i Koło Fortuny (2019–2024). Od października do 15 listopada 2024 współprowadził program śniadaniowy w internetowej telewizji Silver TV, dla której od października 2024 prowadzi także teleturniej wiedzowy Turniej pokoleń, a od 18 listopada – magazyn Na dobry wieczór.
W 1994 został prezenterem Radia Olsztyn. Od 21 września 2020 współprowadzi z Dawidem Furchem audycje w Radiu Rekord; był jednym z gospodarzy porannego pasma Obudź się!, a później w ramach popołudniowego pasma zaczął prowadzić audycję Co za Dzień dedykowaną mieszkańcom Radomia.
Jest jednym z bohaterów książki Odnaleźć dobro autorstwa Marzanny Graff-Oszczepalińskiej.
W 2015 uczestniczył w programie rozrywkowym Polsatu Dancing with the Stars. Taniec z gwiazdami.

## Życie prywatne
Z pierwszą żoną, Julią, ma córkę Igę. Po rozwodzie ożenił się z Marleną Jagłowską. W marcu 2016 poślubił Marzenę Chełmińską. Miał brata, Pawła (zm. 2024).

## Dyskografia
Albumy
| Tytuł               | Dane dot. albumu                                    |
| ------------------- | --------------------------------------------------- |
| Samertajm           | - Data: 29 czerwca 1997 - Wydawca: PolyGram Polska  |
| Norbi 2             | - Data: lipiec 1998 - Wydawca: Pomaton EMI          |
| Norbi 2.0.0.0.      | - Data: 9 marca 2000 - Wydawca: Pomaton EMI         |
| NorbiHOUSE          | - Data: 17 sierpnia 2001 - Wydawca: Pomaton EMI     |
| Największe przeboje | - Data: 10 października 2005 - Wydawca: Pomaton EMI |
| 5                   | - Data: 12 kwietnia 2018 - Wydawca: ZPR Records     |

Single
| Kobiety są gorące                            | 1997 | 12 | 2 |
| Samertajm (oraz Natalia Kukulska)            | 1997 | 38 | – |
| Ballada studencka                            | 1997 | 32 | – |
| Pokręciło mi się w głowie                    | 1998 | 45 | 1 |
| Nie zaczepiaj mnie                           | 1998 | 36 | 7 |
| Rozkołysz się                                | 1998 | –  | – |
| Pierwsze kochanie                            | 1998 | –  | – |
| I znowu to samo                              | 1999 | –  | 8 |
| Indianka                                     | 1999 | –  | – |
| Dwójka i trzy zera                           | 2000 | –  | 3 |
| Piękny dzień (oraz Krzysztof Krawczyk)       | 2000 | –  | 9 |
| Studentka                                    | 2000 | –  | – |
| Dla Victorii                                 | 2001 | –  | – |
| Wszyscy razem (oraz Kasia Pysiak)            | 2002 | –  | – |
| Jedyne co mam to złudzenia                   | 2003 | –  | – |
| Kula się kręci                               | 2010 | –  | – |
| Wiem że ciebie chcę (oraz Coolers)           | 2013 | –  | – |
| Moje miasto nie zasypia (oraz Weekend)       | 2014 | –  | – |
| Przyjaciele (oraz Coolers & Mario Bischin)   | 2015 | –  | – |
| Materacci (oraz Robert Rozmus)               | 2017 | –  | – |
| Chcemy bawić się                             | 2017 | –  | – |
| Chińska gumka (oraz Paweł Stasiak)           | 2017 | –  | – |
| Zatańcz ostatni raz (oraz Monika Jarosińska) | 2018 | –  | – |
| W Co ze mną grasz? (oraz Pola Blue)          | 2020 | –  | – |
| Tak było i jest (oraz K.A.S.A.)              | 2023 | –  | – |
| „–” singel nie był notowany.                 |      |    |   |

Kompilacje różnych wykonawców
| Album                           | Rok  | Utwór                       | Źr.    |
| ------------------------------- | ---- | --------------------------- | ------ |
| Piosenki i muzyka z filmu Spona | 1998 | Norbi – „Pierwsze kochanie” | [ 40 ] |

## Nagrody i wyróżnienia
| Rok  | Nagroda        | Kategoria                             | Tytułem        | Rezultat  | Źr.    |
| ---- | -------------- | ------------------------------------- | -------------- | --------- | ------ |
| 1997 | Fryderyki 1997 | Album roku – dance & techno           | Samertajm      | Wygrana   | [ 41 ] |
| 1998 | Fryderyki 1998 | Album roku – dance & techno           | Norbi 2        | Nominacja | [ 42 ] |
| 2000 | Fryderyki 2000 | Album Roku – dance/techno/elektronika | Norbi 2.0.0.0. | Nominacja | [ 43 ] |